# Anthony Stokes
Anthony Stokes (Dublin, 25 juli 1988) is een Iers voormalig voetballer die doorgaans speelde als spits. Tussen 2005 en 2020 was hij actief voor Arsenal, Falkirk, Sunderland, Sheffield United, Crystal Palace, Hibernian, Celtic, opnieuw Hibernian, Blackburn Roversm opnieuw Hibernian, Apollon Smyrnis, Tractor Sazi, Adana Demirspor, Persepolis en Livingston. Stokes maakte in 2007 zijn debuut in het Iers voetbalelftal en kwam uiteindelijk tot negen interlandoptredens.

## Clubcarrière
Na een jaar in de jeugdopleiding van Shelbourne sloot Stokes zich aan bij de jeugd van Arsenal. Arsenal verhuurde hem gedurende het seizoen 2006/07 aan Falkirk. Voor die club wist hij veertien keer doel te treffen in zestien optredens, waarna Sunderland hem overnam van Arsenal. Stokes wist echter geen vaste plek te veroveren in het eerste elftal van de club en werd verhuurd aan achtereenvolgens Sheffield United en Crystal Palace. In augustus 2009 keerde hij terug in de Scottish Premier League, waar Stokes voor Hibernian ging spelen.
Hij scoorde meer dan twintig keer en na één jaar nam Celtic hem over. Stokes beleefde zijn meest actieve en succesvolle seizoen bij Celtic in de jaargang 2013/14, toen hij in drieëndertig competitiewedstrijden speelde, waarin hij twintig doelpunten maakte. Met Celtic won hij vanaf het seizoen 2011/12 viermaal op rij de Schotse landstitel. De club verhuurde hem in januari 2016 voor een half jaar aan Hibernian. Daarmee won hij op 21 mei 2016 voor de derde keer in zijn carrière de Scottish Cup. Tijdens een met 2–3 gewonnen finale tegen Rangers maakte hij zowel het openingsdoelpunt als de 2–2.
In de zomer van 2016 verkaste de aanvaller naar Blackburn Rovers, waar hij initieel voor drie jaar tekende. Na een jaar, waarin hij één keer scoorde in acht competitiewedstrijden, liet hij zijn contract ontbinden. Hierop keerde Stokes terug naar Hibernian, waar hij een contract ondertekende voor twee seizoenen. Na een half seizoen besloten club en speler om uit elkaar te gaan. Binnen anderhalve week vond Stokes een nieuwe club, toen hij tekende bij het Griekse Apollon Smyrnis. Na een halfjaar bij die club ging hij voor Tractor Sazi spelen. Binnen twee maanden na zijn komst verdiende de aanvaller een contractverlenging voor twee seizoenen, tot medio 2022.
Medio 2019 verkaste Stokes naar het Turkse Adana Demirspor, maar werd in november een transfervrije status gegeven. In januari 2020 maakte hij de overstap naar Persepolis en later dat jaar naar Livingston. Binnen een maand vertrok Stokes hier weer, omdat hij niet wilde trainen op kunstgras. Hierop besloot hij op tweeëndertigjarige leeftijd een punt te zetten achter zijn actieve loopbaan.

## Interlandcarrière
Stokes maakte zijn debuut in het Iers voetbalelftal op 7 februari 2007. Op die dag werd een EK-kwalificatiewedstrijd tegen San Marino met 1–2 gewonnen. In de tweede helft mocht de aanvaller als invaller binnen de lijnen komen voor mede-debutant Shane Long. Een andere debutant gedurende het duel was Stephen Hunt. In mei 2007 speelde Stokes mee in twee vriendschappelijke interlands tegen Ecuador en Bolivia in de Verenigde Staten. Hij werd daarna bijna vier jaar lang niet opgeroepen voor het nationaal elftal, tot hij werd opgeroepen voor een oefenwedstrijd tegen Uruguay in maart 2011. In 2013 kwam Stokes viermaal in actie voor Ierland en bondscoach Martin O'Neill stelde hem in november 2014 op in het basiselftal voor de vriendschappelijke wedstrijd tegen de Verenigde Staten, die met 4–1 werd gewonnen.
| Interlands van Anthony Stokes voor Ierland | Interlands van Anthony Stokes voor Ierland | Interlands van Anthony Stokes voor Ierland | Interlands van Anthony Stokes voor Ierland | Interlands van Anthony Stokes voor Ierland | Interlands van Anthony Stokes voor Ierland |
| №                                          | Datum                                      | Wedstrijd                                  | Uitslag                                    | Competitie                                 | Goals                                      |
| Als speler bij Sunderland                  | Als speler bij Sunderland                  | Als speler bij Sunderland                  | Als speler bij Sunderland                  | Als speler bij Sunderland                  | Als speler bij Sunderland                  |
| ------------------------------------------ | ------------------------------------------ | ------------------------------------------ | ------------------------------------------ | ------------------------------------------ | ------------------------------------------ |
| 1                                          | 7 februari 2007                            | San Marino – Ierland                       | 1 – 2                                      | EK 2008 kwalificatie                       |                                            |
| 2                                          | 23 mei 2007                                | Ecuador – Ierland                          | 1 – 1                                      | Vriendschappelijk                          |                                            |
| 3                                          | 26 mei 2007                                | Bolivia – Ierland                          | 1 – 1                                      | Vriendschappelijk                          |                                            |
| Als speler bij Celtic                      |                                            |                                            |                                            |                                            |                                            |
| 4                                          | 29 maart 2011                              | Ierland – Uruguay                          | 2 – 3                                      | Vriendschappelijk                          |                                            |
| 5                                          | 11 oktober 2013                            | Duitsland – Ierland                        | 3 – 0                                      | WK 2014 kwalificatie                       |                                            |
| 6                                          | 15 oktober 2013                            | Ierland – Kazachstan                       | 3 – 1                                      | WK 2014 kwalificatie                       |                                            |
| 7                                          | 15 november 2013                           | Ierland – Letland                          | 3 – 0                                      | Vriendschappelijk                          |                                            |
| 8                                          | 19 november 2013                           | Polen – Ierland                            | 0 – 0                                      | Vriendschappelijk                          |                                            |
| 9                                          | 18 november 2014                           | Ierland – Verenigde Staten                 | 4 – 1                                      | Vriendschappelijk                          |                                            |

Bijgewerkt op 1 augustus 2022.

## Erelijst
| Competitie          |            |                                    |            |            |
| Competitie          | Aantal     | Jaren                              |            |            |
| Sunderland          | Sunderland | Sunderland                         | Sunderland | Sunderland |
| ------------------- | ---------- | ---------------------------------- | ---------- | ---------- |
| Championship        | 1          | 2006/07                            |            |            |
| Celtic              |            |                                    |            |            |
| Premier League      | 4          | 2011/12, 2012/13, 2013/14, 2014/15 |            |            |
| Scottish Cup        | 2          | 2010/11, 2012/13                   |            |            |
| Scottish League Cup | 1          | 2014/15                            |            |            |
| Hibernian           |            |                                    |            |            |
| Scottish Cup        | 1          | 2015/16                            |            |            |

## Privéleven
Stokes, vader van een zoon, werd op 28 februari 2020 in Londen gearresteerd toen hij van een vliegtuig afstapte. Hij moest voor de rechtbank verschijnen in verband met het vermeend stalken van zijn ex-partner in de periode van 16 november tot en met 3 december 2019 en het overtreden van de voorwaarden van de rechtbank.